# Papilionanthe taiwaniana
Papilionanthe taiwaniana là một loài thực vật có hoa trong họ Lan. Loài này được (S.S.Ying) Ormerod mô tả khoa học đầu tiên năm 2002.